# Alexandre Coeff
Alexandre Coeff (Brest, 20 de febrero de 1992) es un futbolista francés que juega como defensa o como centrocampista en el Valenciennes F. C. del Championnat National.

## Equipos
Aparte de su trayectoria en las categorías inferiores del Lens, su carrera como profesional es la siguiente:
| Club                                              | Temporada           | Categoría                   | Liga    | Liga  | Copa    | Copa  | Total   | Total |
| Club                                              | Temporada           | Categoría                   | Jugados | Goles | Jugados | Goles | Jugados | Goles |
| ------------------------------------------------- | ------------------- | --------------------------- | ------- | ----- | ------- | ----- | ------- | ----- |
| Racing de Lens                                    | 2010-11             | Ligue 1                     | 1       | 0     | -       | -     | 1       | 0     |
| Racing de Lens                                    | 2011-12             | Ligue 2                     | 9       | 1     | 1       | 0     | 10      | 1     |
| Racing de Lens                                    | 2012-13             | Ligue 2                     | 37      | 1     | 6       | 0     | 43      | 1     |
| Granada C.F. (cedido por Udinese)                 | 2013-2014           | Primera División            | 13      | 0     | 1       | 0     | 14      | 0     |
| Real Club Deportivo Mallorca (cedido por Udinese) | 2014                | Segunda División            | 2       | 0     | 1       | 0     | 3       | 0     |
| Royal Excel Mouscron (cedido por Udinese)         | 2015                | Primera División de Bélgica | 9       | 0     | 0       | 0     | 9       | 0     |
| Gazélec Ajaccio (cedido por Udinese)              | 2015-2016           | Ligue 2                     | 24      | 0     | 4       | 0     | 28      | 0     |
| Stade Brestois 29 (cedido por Udinese)            | 2016 - 2018         | Ligue 2                     | 45      | 4     | 5       | 0     | 50      | 4     |
| Athlitiki Enosi Larissas                          | 2018 - 2019         | Football League             | 8       | 1     | 1       | 0     | 9       | 1     |
| Gazélec Ajaccio                                   | 2019                | Ligue 2                     | 5       | 0     | 0       | 0     | 5       | 0     |
| Total en su carrera                               | Total en su carrera | Total en su carrera         | 153     | 7     | 19      | 0     | 172     | 7     |

Actualizado el 30 de octubre de 2018.

## Internacionalidades
Ha jugado un total de 45 partidos con las categorías inferiores de la selección francesa: 12 en la sub-16, 15 en la sub-17, 3 en la sub-18, 3 en la sub-19, 7 en la sub-20 y 5 en la sub-21.